# Bogdan Wenta
Bogdan Wenta (Varsó, 1961. november 19. –) Európa-bajnoki bronzérmes lengyel és német válogatott kézilabdázó, kézilabdaedző, politikus. 
A lengyel válogatottnak 1981 és 1994 között volt tagja, majd 1997-től három éven át a német válogatottban szerepelt. Részt vett a 2000-es olimpián. 
Ötszörös lengyel bajnok (1984, 1985, 1986, 1987, 1988), és Lengyelország férfi válogatottjának szövetségi kapitánya 2004 és 2012 között. 2014 és 2018 között a Lengyel Polgári Platform Európai Parlamenti képviselője volt. 2018-ban Kielce polgármesterévé választották.

## Pályafutása

### Klubcsapatokban
Pályafutását a Wybrzeże Gdańsk együttesében kezdte, amellyel öt bajnoki címet szerzett és amelynek színeiben tizenegy éven át kézilabdázott. 1986-ban és 1987-ben bejutott csapatával a Bajnokcsapatok Európa Kupája döntőjébe is. Ezt követően Spanyolországba igazolt, ahol előbb négy éven át a Bidasoa Irún, majd két évig a Barcelona játékosa volt. 1995-ben Németországba, a Nettelstedt-Lübbeckéhez szerződött. Hét éven át játszott a német Bundesligában, 1998 és 2002 között a Flensburg játékosa volt. Pályafutását negyvenegy éves korában fejezte be.

### A válogatottban
A lengyel válogatottban 1981 és 1994 között 185 mérkőzést játszott és 763 gólt lőtt. 1997-ben német állampolgársági kérelmet nyújtott be, majd a német válogatott tagja lett. Összesen 50 alkalommal szerepelt második hazája csapatában, 1998-ban világbajnoki bronzérmes lett és szerepelt a 2000-es olimpián.

### Edzőként
Visszavonulását követően a Flensburg szakmai stábjához csatlakozott, ahol segédedzőként tevékenykedett. 2006 nyarán Bernd-Uwe Hildebrandt hívásának eleget téve Alfreð Gíslason utódja lett az SC Magdeburg élén. Egy évet töltött csak a csapatnál, 2008-ban átvette a Kielce irányítását, akikkel első évében bajnok és kupagyőztes lett. 2014 januárjában távozott a klubtól, utódja Talant Dujsebajev lett.
2004 novemberétől kezdve ő volt a lengyel válogatott szövetségi kapitánya is. A 2007-es világbajnokságon döntőbe jutott csapatával, ott azonban 29-24-es vereséget szenvedtek a németektől. Egy év múlva a lengyel válogatott bronzérmes volt az Európa-bajnokságon. 2012 áprilisáig irányította a nemzeti csapatot.

## Politikai pályafutása
2014 februárjától Lengyel Polgári Platform színeiben politizál. Ugyanezen év májusában 38 960 szavazatot kapva Európai Parlamenti képviselő lett. Az EP nyolcadik ciklusában csatlakozott az Európai Néppárt képviselőcsoportjához. Tagja lett a Fejlesztési Bizottságnak, a Kulturális és Oktatási Bizottságnak, valamint a 2014-ben létrehozott sportcsoport alelnökévé választották.
2016-ban megalapította a Świętokrzyskie projekt elnevezésű szociális és önkormányzati egyesületet, amely Lengyelországban, a Szentkereszt vajdaságban tevékenykedik. A 2018-as lengyelországi helyi választásokon Kielce polgármesterének választották a szavazatok 61,3%-át begyűjtve. 2018. november 22-én lépett hivatalba.

## Családja
1984 óta nős, egy fia van, Tomasz. Két testvére, egy öccse és egy nővére van. Előbbi szintén profi kézilabdázó volt.

## Sikerei, díjai
- Lengyel bajnok: 1984, 1985, 1986, 1987, 1988
- Spanyol Király-kupa-győztes: 1991, 1994
- Spanyol Kupa-győztes: 1995
- Kupagyőztesek Európa-kupája-győztes: 1994, 1995, 2001
- City-kupa-győztes: 1997, 1998

Vezetőedzőként
- Világbajnoki ezüstérmes: 2007
- Világbajnoki bronzérmes 2009
- EHF-kupa-győztes: 2007
- Lengyel bajnok: 2009, 2010, 2012, 2013
- Lengyel Kupa-győztes: 2009, 2010, 2011, 2012, 2013

Egyéni elismerései
- Lengyelország Újjászületése érdemrend: 2007[11]